# St. Markus (Recklinghausen)

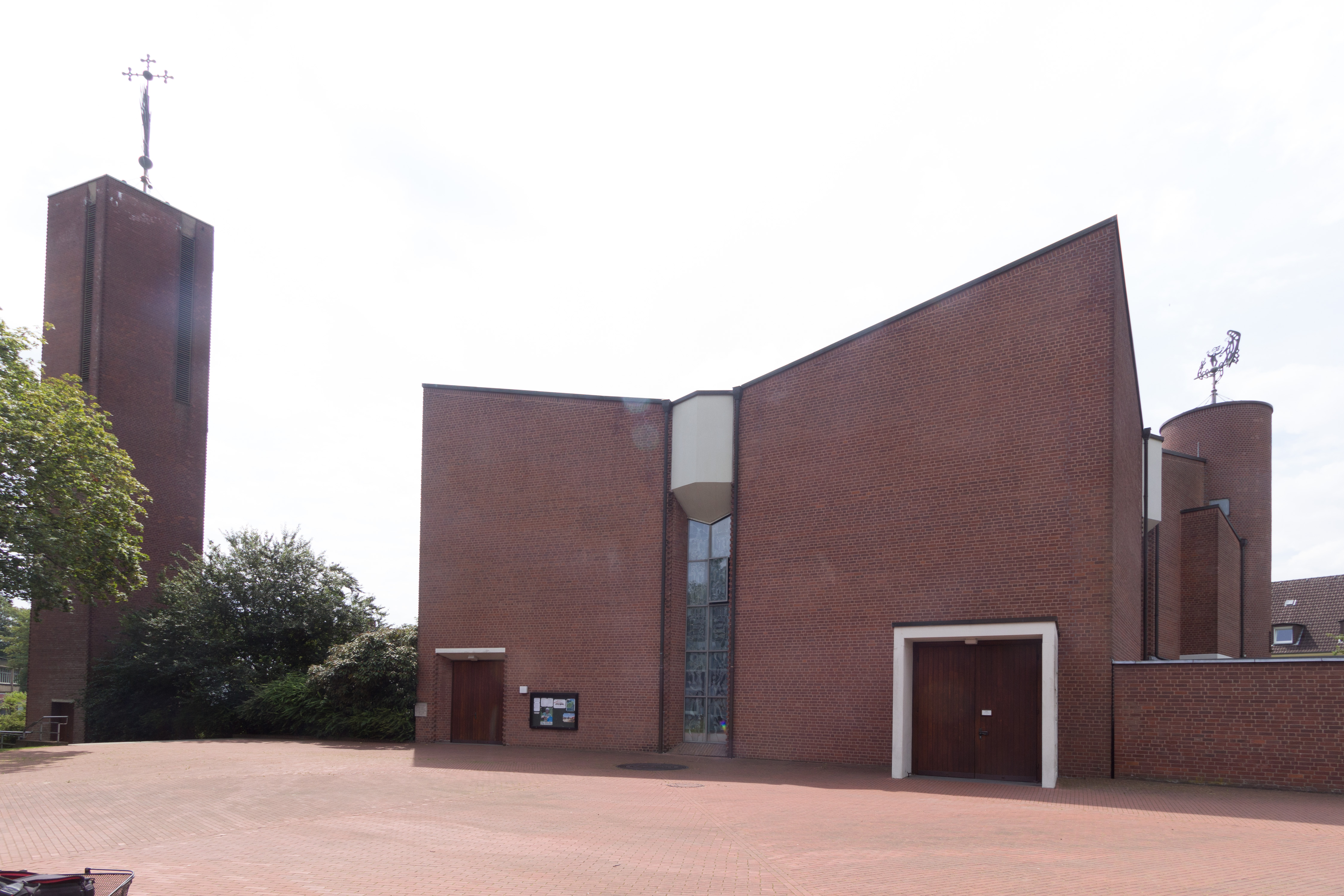
St. Markus (Recklinghausen)

Die römisch-katholische, denkmalgeschützte Pfarrkirche St. Markus steht in Recklinghausen, der Kreisstadt des Kreises Recklinghausen von Nordrhein-Westfalen. Die Kirchengemeinde gehört zur Propsteikirche St. Peter im Dekanat Recklinghausen des Bistums Münster.

## Beschreibung
Der Zentralbau aus Backsteinen wurde 1965–67 nach einem Entwurf von Hans Schilling erbaut. Das Kirchenschiff hat einen fünfeckigen Grundriss, an dem nach Westen eine tiefe Apsis angebaut ist. Das Flachdach des Kirchenschiffs steigt zu den Ecken an. Zwischen dem unteren Bereich der Wandflächen befinden sich schmale Fenster, die von Johannes Schreiter gestaltet wurden. 
Die Kirchenausstattung stammt von Herbert Daubenspeck und Toni Zenz. Die Orgel steht auf der Empore neben der Apsis. Der Kirchturm auf fünfeckigen Grundriss ist als Campanile gebaut.